# Maurits Oplinus
Maurits Oplinus, né le 21 janvier 1907 à Geluwe, ville située en région flamande dans la province de Flandre-Occidentale, et mort le 14 juin 1951 à Haine-Saint-Pierre, en région wallonne dans la province de Hainaut, est un coureur cycliste belge, professionnel de 1932 à 1937.

## Palmarès
- 1932
  - 3e au Circuit du Pas-de-Calais
- 1934
  - Paris-Amiens
  - 3e étape du Tour de Belgique
  - 2e à Paris-Hirson
  - 3e au Tour du Doubs
  - 3e à Paris-Cambrai
  - 3e au G.P de la Somme
- 1935
  - Circuit du Pas-de-Calais :
    - Classement général
    - 1re étape